# デューク・リード
アーサー・”デューク”・リード（Arthur "Duke" Reid、1915年 - 1975年）はジャマイカの音楽プロデューサー、DJ、レコードレーベル経営者。
1950年代後半に立ち上げた自身のサウンド・システム、トロージャン(Duke Reid's Trojan)と、1960年代に入り設立した自身のレーベル、トレジャー・アイル(Treasure Isle)はスカ、ロック・ステディを生み出し、後のレゲエをはじめとするジャマイカ音楽の発展に多大な貢献を果たした。常に銃を2丁携帯するルード・ボーイでもあった。

## 来歴
西キングストン地区の警察官を10年間勤めていたが、50年代初頭、妻のルーシルの買った宝くじが当たり財産を得たため、警察を退職しキングストンのピンク・レーン(Pink Lane)に「トレジャー・アイル(Tresure Isle Liquer and Grocery)」という酒屋・日用品店を始める。その後すぐに、リードはその店の宣伝のためにジャマイカのラジオ局RJRにジャズ、ブルース、R&Bの番組「トレジャー・アイル・タイム(Treassure Isle Time)」を始めた。リードはこれらアメリカの音楽を心から愛しており、タブ・スミス(Tab Smith)の「My Mother's Eye」という曲が特にお気に入りだったという。
この番組が好評を博したため、リードはサウンドシステム「トロージャン」を立ち上げ、アメリカの音楽をプレイするようになる。トム・ザ・グレート・セバスチャン(Tom The Great Sebastian)をはじめとする当時の人気サウンドをサウンドクラッシュで打ち破り、50年代後半にはコクソン・ドッドのサウンド、ダウンビート（Sir Coxson's Down Beat）と共にジャマイカの2大人気サウンドに成長させた。
リードはその頃からラジオ局のスタジオなどでプロデュース業も始めていたが、60年代前半にピンク・レーンから同じキングストン内のボンド・ストリート(Bond Street)に移り、店の前に同名のスタジオを併設した。それがスカ、ロック・ステディを生み出した伝説的なレーベル、トレジャー・アイルである。
トレジャー・アイルではリン・テイト、ローランド・アルフォンソ、グラッドストーン・アンダーソン、トミー・マクック、ドン・ドラモンドら後にスカタライツの主要メンバーとして活躍するミュージシャンら、アルトン・エリス、スリム・スミスらの歌手を起用し,セッションが繰り返された。そこで生まれた数々の作品は現在でも、世界の音楽ファンに愛されており、また名作リディムとしてリメイクされ続けている。
1967年7月28日、リードはクリス・ブラックウェルのアイランド・レコードと契約し、イギリスにトロージャン・レーベルを設立する。このレーベルはジャマイカ音楽を世界に広げるきっかけとなった。
1970年、DJのU・ロイを起用してトレジャー・アイルからリリースされた「Wake the town」「Wear you to the ball」は大ヒットとなった。この曲は世界初のDJの録音によるヒット曲であり、これをもってラップが誕生したとする説を唱える者もある。
1975年、癌による健康状態の悪化によって死去。
2007年10月15日、その功績を称えてジャマイカ政府からCommanders of the Order of Distinctionの叙勲を受けた。

## 人物
- 元警官であり常に銃を携帯するリードは人々に恐れられていた。トム・ザ・グレート・セバスチャンはリードとのクラッシュ後、サウンド業を引退してしまった。
- ダンスホールで良い曲がかかったり、スタジオで良い曲が完成すると興奮のあまり銃を発砲(Gun Salute)する癖があった。
- ライバルであるコクソン・ドッドはリードのサウンドシステム、トロージャンで働いていたことがあった。
- イギリス人レゲエ歌手、ビティ・マクリーン(Bitty Mclean)が2004年にリリースしたアルバム「On Bond Street」は全曲トレジャー・アイルの音を使って新たに録音され、ヒットした。